# Graham Central Station (album)
Graham Central Station est le premier album du groupe « Graham Central Station », fondé par l’ancien bassiste de Sly and the Family Stone Larry Graham. 
Fin 1972, Larry Graham quitte Sly and the Family Stone à cause des tensions entre Larry et le meneur du groupe, Sly Stone. Après avoir accepté de produire un groupe nommé Hot Chocolate, il décide de rejoindre ce groupe et le renommera Graham Central Station en 1973. 

## Accueil critique
Sorti en 1974, l’album culmine au vingtième rang des classements Billboard Top Soul Albums avec le single Can You Handle It? qui a culminé à la 9e place du classement Billboard Soul Singles.

## Liste des titres
Toutes les chansons sont écrites par Larry Graham sauf mention contraire. 
1. We've Been Waiting – 0:58
2. It Ain't No Fun To Me (Al Green) – 5:11
3. Hair – 4:55
4. We Be's Gettin' Down – 4:42
5. Tell Me What It Is – 5:56
6. Can You Handle It? – 5:12
7. People (Larry Graham, Freddie Stone) – 4:30
8. Why? – 3:37
9. Ghetto – 4:24

## Personnel

### Musiciens
- Larry Graham : basse, guitare, piano, claviers, batterie, voix principales et chœurs, arrangements pour cor
- Freddie Stone : guitare
- Hershall "Happiness" Kennedy : clavinet, trompette
- Willie "Wild" Sparks : batterie
- David "Dynamite" Vega : guitare
- Robert "Butch" Sam : piano, orgue
- P. Caboose : saxophone ténor
- Patryce "Choc'Let" Banks : voix, programmation de batterie (Funk Box)
- Milt Holland : percussion
- Lenny Williams : voix
- Clarence McDonald : arrangements de cordes

### Technique
- Mike Salisbury : conception de la pochette
- Herb Greene : photographie

## Classement
| Classement (1974)         | Position |
| ------------------------- | -------- |
| Billboard Pop Albums      | 48       |
| Albums Top Soul Billboard | 20       |

### Singles
| Année | Single             | Classement | Classement | Classement |
| Année | Single             | USPop      | US Soul    |            |
| ----- | ------------------ | ---------- | ---------- | ---------- |
| 1974  | Can You Handle It? | 49         | 9          |            |